# Shuiquan (köpinghuvudort i Kina, Inner Mongolia Autonomous Region, lat 45,50, long 121,81)
Shuiquan (kinesiska: 水泉, 水泉镇) är en köpinghuvudort i Kina. Den ligger i den autonoma regionen Inre Mongoliet, i den norra delen av landet, omkring 970 kilometer nordost om regionhuvudstaden Hohhot. Antalet invånare är 33 627. Befolkningen består av 16 448 kvinnor och 17 179 män. Barn under 15 år utgör 14,0 %, vuxna 15-64 år 79 %, och äldre över 65 år 6,0 %.
Runt Shuiquan är det ganska tätbefolkat, med 65 invånare per kvadratkilometer. Trakten runt Shuiquan består i huvudsak av gräsmarker.
Genomsnittlig årsnederbörd är 785 millimeter. Den regnigaste månaden är juli, med i genomsnitt 159 mm nederbörd, och den torraste är januari, med 4 mm nederbörd.